# Norðdepil
Norðdepil is een dorp dat behoort tot de gemeente Hvannasunds in het oosten van het eiland Borðoy op de Faeröer. Norðdepil heeft 169 inwoners. De postcode is FO-730. Norðdepil ligt tegenover het dorp Hvannasund op het eiland Viðoy  waarmee het met een dam verbonden is. Norðdepil werd in 1866 gesticht.